# Lee Hendrie
Lee Andrew Hendrie (ur. 18 maja 1977 w Kingshurst) – angielski piłkarz występujący na pozycji pomocnika.
W barwach Aston Villi rozegrał 251 spotkań i zdobył 27 bramek w Premier League. Zadebiutował w tych rozgrywkach 23 grudnia 1995 w przegranym 0:1 meczu z Queens Park Rangers i otrzymał wówczas czerwoną kartkę. Swojego pierwszego gola w Premier League strzelił natomiast 6 grudnia 1997 w wygranym 3:0 pojedynku z Coventry City.
W reprezentacji Anglii wystąpił jeden raz, 18 listopada 1998 w wygranym 2:0 towarzyskim meczu z Czechami.